# Jean Héroard
Jean Héroard (22. července 1551 Hauteville-la-Guichard, Normandie – 11. února 1628 při obléhání La Rochelle), byl francouzským lékařem, veterinárním lékařem, anatomem a spisovatelem.

## Život

### Rodina a studium
Jean Héroard se narodil do rodiny lékaře, který původně pocházel z Dreux, ale v roce 1490 se přestěhoval do Montpellieru. Jeho otec Michel byl uznávaným chirurgem, Byl však také protestantem a v Ženevě se dokonce osobně setkal s Janem Kalvínem. V roce 1569 mladý Jean bojoval na straně protestantů v bitvě u Moncontouru. V roce 1571 se potom zapsal na lékařskou fakultu v Montpellier. Již v roce 1574 se připojuje ke svému strýci Guillaumovi, finančníkovi v Paříži. V Paříži se setkal se svým spolužákem z Montpellier Jacquesem Guillomeau, který ho seznámil s Ambroise Paré. Ambroise byl požádán francouzským králem Karlem IX., aby mu sehnal lékaře koní. Proto byl Jean Héroard v roce 1574 nejprve představen králi a následně jím jmenován "veterinárním lékařem". Tento oficiální titul byl odměňován rentou 400 liber ročně. Jean v tomto úřadě napsal svou publikaci Hippostéologia ou discours des os du Cheval (1599), tj. Hippostologie, to jest rozprava o koňských kostech.
23. prosince 1588 byl přítomen v Blois při králem Jindřichem III. nařízeném atentátu na Jindřicha I., vévodu de Guise a jeho bratra Ludvíka, kardinála de Guise. O této události napsal povídku.

### Lékař krále a dauphina
Z roku 1585 se dochoval dokument, který potvrzuje, že Jean Héroard v této době již poskytoval své lékařské služby také králi Jindřichovi III. Když byl Jindřich III. dne 2. srpna 1589 zavražděn, tak se Jean také zúčastnil pitvy těla svého bývalého královského zaměstnavatele. Nový francouzský král Jindřich IV., Jeanovi potvrdil jeho úřad královského lékaře. Héroard byl ve skupině lékařů, kteří byli přítomni narození dauphina, budoucího krále Ludvíka XIII., dne 28. září 1601. Kromě Héroarda byli v této skupině lékařské kapacity jako La Rivière, Du Laurens, Guide a chirurg Guillomeau. Jindřich IV. poté jmenoval Héroarda dauphinovým lékařem. Jean Héroard tak kromě praxe běžného lékaře ještě praktikoval jako králův lékař, lékař korunního prince a dále i jako veterinární lékař. Po zavraždění Jindřicha IV. dne 14. května 1610 se opět Jean podílí na pitvě králova těla. Marií Medicejskou je následně jmenován do úřadu prvního lékaře Ludvíka XIII. V tomto úřadu byl Jean Héroard až do své smrti 11. února 1628. Po celou dobu od králova narození si vedl Deník Jeana Héroarda, lékaře dauphina, pozdějšího francouzského krále Ludvíka XIII. (Le Journal de Jean Héroard, médecin du dauphin, puis roi de France, Louis XIII). V tomto Deníku zaznamenává velice přesně všechny okolnosti a situace týkající se dauphinova, později králova zdraví. Jeho blízkost k panovníkovi mu přinesla mnoho uznání. Např. řídil zdravotnický personál královského dvora nebo v roce 1625 získal správu nad lázněmi, vodami a minerálními fontánami a v roce 1626 byl jmenován superintendantem pro Královské zahrady léčivých rostlin.
Jean Héroard se v lednu v roce 1602 oženil s Anne du Val. Ta mu věnem přinesla panství Vaugrigneuse. Jean nechal ve Vaugrigneuse postavit kapli Panny Marie. Když 11. února 1628 zemřel ve vojenském táboře před obleženým městem La Rochelle ve věku 76 let, tak byl následně pohřben právě do jím postavené kaple ve Vaugrigneuse.

## Přínos

### Deník Jeana Héroarda

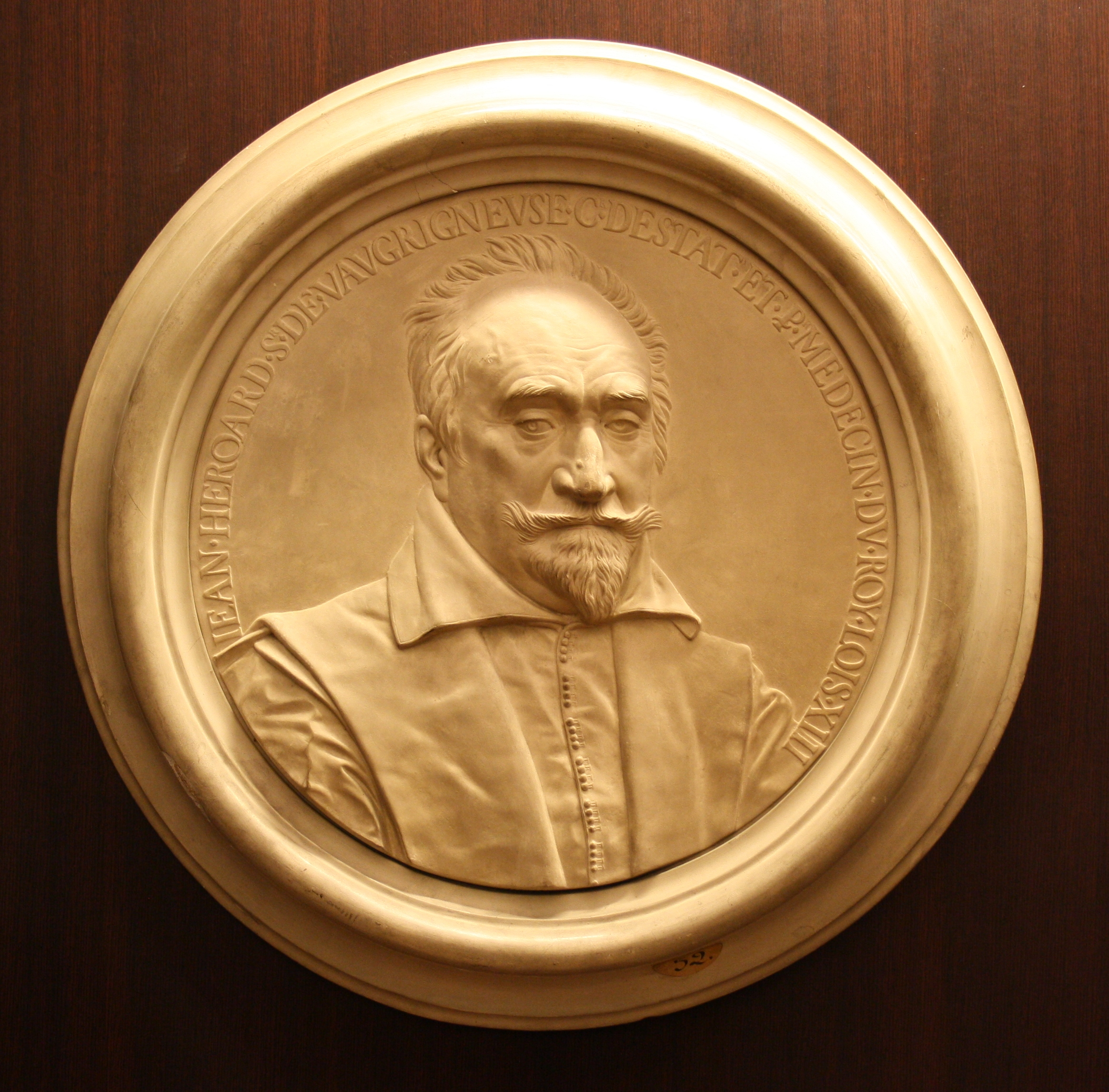
Jean Héroard; sádrový odlitek bronzového originálu od Guillama Dupré (1575–1648) - palác Magny při botanické zahradě v Paříži (originál v Uměleckohistorickém muzeu ve Vídni)

Deník je rozdělen na 6 svazků. Je to výjimečné svědectví o soukromém životě korunního prince v různých královských rezidencích, jako byl Saint-Germain-en-Laye. Přestože byl Deník v podstatě veden jako registr hygieny, různých předpisů, časů vstávání a ulehání prince, sledování jeho fyziologických funkcí, časů jídel s jejich přesným složením aj., tak také obsahuje události z veřejného života, významná gesta a slova prince, anekdoty, vzdělávání či povahové rysy prince.
Deníkem vytvořil Héroard svébytný literární žánr, který byl opakován i u Ludvíka XIV., ale vrcholným obdobím vedení podobných deníků bylo 19. století, kdy byl Deník prvně vydán veřejně (1863), byť ve zkrácené verzi. Deníky byly využívané v buržoazních rodinách, kdy jej vedli vychovatelé a do nich pečlivě zapisovali i ty nejmenší činy a gesta dětí, které jim byly svěřené.

### Jeden z prvních francouzských veterinárních lékařů
Post "veterinárního lékaře" získal Jean Héroard od krále Karla IX. Toto jmenování, jehož přesné datum neznáme, muselo proběhnout někdy na počátku roku 1574. Jde o jedno z nejstarších užití termínu "veterinář" ve francouzských dějinách. Tato funkce musela být pravděpodobně poněkud nevděčná, protože medicína zvířat byla v té době běžně vyhrazena nekvalifikovaným jedincům s minimálním medicínským vzděláním, kteří nejčastěji se zvířaty přímo pracovali. Titul, který získal od Karla IX., byl důsledek královy vášně pro lov a jízdu na koni. Jak sám Héroard píše v úvodu své Hippostologie: "Král měl jedinečné potěšení z toho, co je veterinární umění, jehož hlavním předmětem je tělo koně".

### Hippostologie

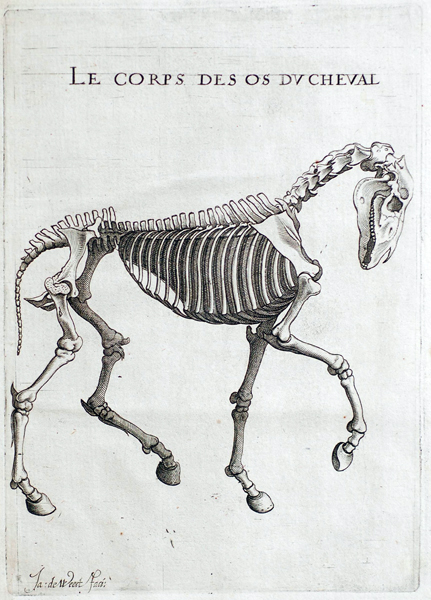
kostra cválajícího koně z Hipposteologie, Jean Héroard, 1599

Jean Héroard publikoval v roce 1599 v Paříži ilustrované francouzské pojednání o koňské osteologii s názvem Hippostologie, to jest rozprava o koňských kostech (Hippostéologia ou discours des os du Cheval). Kniha má 47 stran a je velice přesná. Jsou v ní dokonala znázorněny reliéfy kostí, dokonce i švy na lebce. Použité názvy jsou analogií k tehdejšímu anatomickému názvosloví. Práce je uspořádána do 16 anatomických oblasti. První část je věnována králi Jindřichovi III. (zavražděnému v roce 1589), po ní následuje úvod. V textu je vloženo sedm anatomických desek doplněných jejich legendou. Poslední z nich představuje celou kostru klusajícího koně. Dílo však bylo zastíněno (posmrtným) vydáním díla Carla Ruiniho, Anatomie del cavallo, infermita et suoi rimedii, vydaným o rok dříve.

## Dílo
- Hippostologie, to jest rozprava o koňských kostech (Hippostéologia ou discours des os du Cheval), Paříž, 1599
- De l'institution du prince Paříž, J. Jannon, 1609 (sken: BIUM) (la)
  - De institutione principis, liber singularis ex gallico Joannis Heroardi, přeložil John Degorris, 1617
- Deník Jeana Héroarda, lékaře dauphina, pozdějšího francouzského krále Ludvíka XIII. (Le Journal de Jean Héroard, médecin du dauphin, puis roi de France, Louis XIII) — Online: svazek 1.; svazek 2.
  - Eudoxe Soulié a Édouard de Barthélemy (eds.), Journal de Jean Héroard sur l'enfance et la jeunesse de Louis XIII (1601–1628), Paříž, Didot, 1868 — Online: svazek 1.; svazek 2.
  - Madeleine Foisil, Journal de Jean Héroard, publikace Centra pro výzkum civilizace moderní Evropy (Centre de recherche sur la civilisation de l’Europe moderne), 2 svazky, Paříž, Fayard, 1989: (svazek 1, 1601–1608; svazek 2, 1609–1628)
- Vyprávění o smrti vévody a kardinála z Guise (Récit de la mort des duc et cardinal de Guise)
- O výchově prince[6]